# Skorpo (Alver)
Ne doit pas être confondu avec Skorpo.
Skorpo est une île norvégienne dans le comté de Hordaland. Elle fait partie du territoire de l'ancienne commune de Meland, aujourd'hui rattachée à Alver.

## Géographie
Rocheuse et couverte d'arbres, elle s'étend sur environ 655 m de longueur pour une largeur approximative de 176 m. Elle compte quatre habitations et plusieurs quais d'amarrage. 